# Robert Cole
Robert G. Cole (ur. 19 marca 1915 w Fort Sam Houston, zm. 18 września 1944 w Best) – amerykański wojskowy, podpułkownik, odznaczony pośmiertnie Medalem Honoru za swoje czyny w czasie bitwy o Normandię podczas II wojny światowej.

## Życiorys

### Początki kariery
Urodził się 19 marca 1915 roku w Fort Sam Houston w San Antonio w Teksasie jako syn pułkownika Clarence’a F. Cole’a, lekarza wojskowego, i Clary H. Cole. Ukończył Thomas Jefferson High School w San Antonio w 1933 roku i wstąpił do Armii Stanów Zjednoczonych 1 lipca 1934 roku. 26 czerwca 1935 został honorowo zwolniony ze służby, aby przyjąć nominację do Akademii Wojskowej Stanów Zjednoczonych w West Point.
Cole ukończył szkołę w 1939 roku i wrócił do domu, aby poślubić swoją wieloletnią narzeczoną Allie Mae Wilson. Został mianowany podporucznikiem 15 Dywizji Piechoty w Fort Lewis w stanie Waszyngton i pozostał tam aż do przeniesienia do 501. batalionu piechoty spadochronowej w Fort Benning w stanie Georgia w 1941 roku. W marcu 1941 zdobył odznakę spadochroniarską. Szybko awansował, gdy bataliony piechoty spadochronowej zostały rozszerzone do rozmiarów pułków. Do 6 czerwca 1944 roku zdobył stopień podpułkownika jako dowódca 3. batalionu 502 Pułku Piechoty Spadochronowej 101 Dywizji Powietrznodesantowej.

### Walki w Normandii
Cole wraz ze swoim pułkiem został zrzucony na spadochronie w Normandii w ramach operacji Albany. Był to pierwszy skok bojowy jego jednostki. Do wieczora 6 czerwca zebrał 75 ludzi z różnych rozrzuconych pododdziałów. Żołnierze pod jego dowództwem zdobyli wyjście nr 3 w Saint-Martin-de-Varreville za plażą Utah i utrzymywali pozycje na linii wydm, aby powitać schodzących na brzeg żołnierzy 4 Dywizji Piechoty. Batalion Cole’a, który znajdował się w rezerwie dywizji, strzegł prawej flanki 101 Dywizji Powietrznodesantowej podczas prób podejścia do Carentan.
Po południu 10 czerwca Cole poprowadził 400 żołnierzy ze swojego batalionu gęsiego długą, odsłoniętą groblą otoczoną bagnami po obu stronach. Żywopłot za dużym domem wiejskim po prawej stronie był zajęty przez dobrze okopane wojska niemieckie. Na drugim końcu grobli znajdował się ostatni z czterech mostów nad równiną zalewową rzeki Douve. Za ostatnim mostem leżało miasto Carentan, które 101 Dywizja miała rozkaz zdobyć w celu ułatwienia połączenia z 29 Dywizją Piechoty wychodzącą z przyczółka na plaży Omaha.

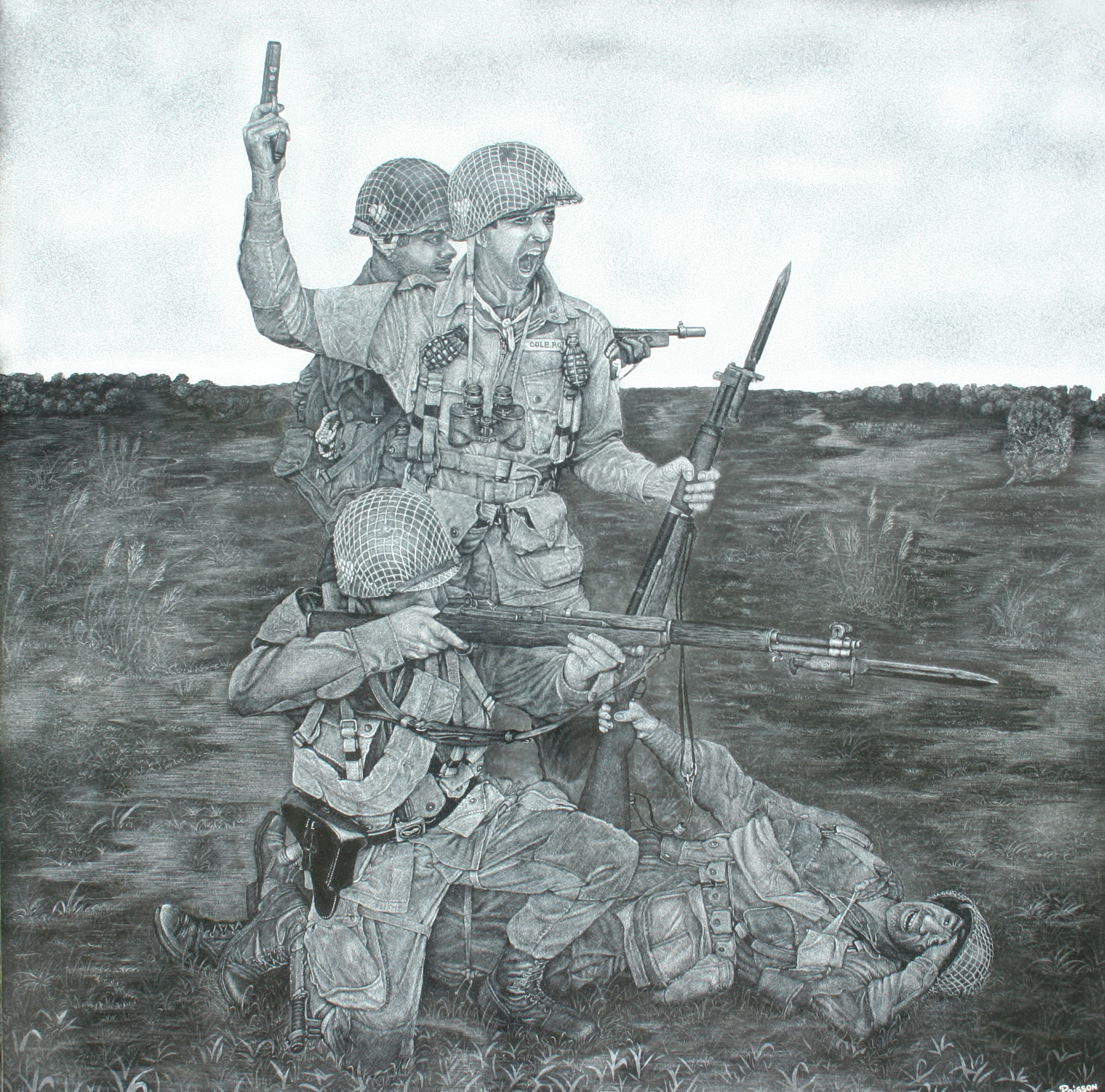
Rysunek przedstawiający „szarżę Cole’a”

Podczas natarcia batalion Cole’a znajdował się pod ciągłym ostrzałem artylerii, karabinów maszynowych i moździerzy. Jego żołnierze posuwali się powoli, czołgając się lub idąc w kucki, ponosząc ciężkie straty. Ci, którzy przeżyli, zgromadzili się pod brzegiem po drugiej stronie grobli. Przeszkoda zwana bramą belgijską blokowała prawie całą drogę nad ostatnim mostem, umożliwiając przejście tylko jednej osobie na raz. Próby pokonania tego wąskiego gardła okazały się daremne i batalion na noc zajął pozycje obronne.
W nocy ludzie Cole’a zostali ostrzelani przez niemieckie moździerze, a także zbombardowani przez dwa samoloty, które spowodowały dalsze straty i wykluczyły kompanię I z dalszej walki. Rano ogień na farmie wreszcie osłabł, a pozostałych 265 ludzi przeszło przez przeszkodę i zajęło pozycje do ataku.
Ponieważ Niemcy nadal stawiali skuteczny opór wszelkim próbom pokonania mostów, gdy nawet ostrzał artyleryjski nie był w stanie stłumić ich ognia, Cole poprosił o zrzucenie na niemieckie pozycje pocisków dymnych i zarządził szarżę na bagnety, co było rzadkością podczas II wojny światowej. Pod osłoną dymu ruszył w stronę żywopłotu, prowadząc początkowo tylko niewielką część swojego oddziału. Jednak reszta batalionu wkrótce dołączyła do niego, gdy żołnierze Cole’a dotarli do niemieckich pozycji i weszli walkę na bliską odległość, używając także bagnetów w walce wręcz. Niemcy, którzy przeżyli, uciekli w panice, ponosząc kolejne straty.
Atak, który stał się znany jako „szarża Cole’a”, okazał się kosztowny; 130 z 265 ludzi Cole’a zginęło lub zostało rannych. W związku z poniesionymi stratami Cole wezwał 1. batalion, aby przeszedł przez jego pozycję i kontynuował atak. Jednak 1. batalion również został poważnie uszczuplony przez ostrzał moździerzowy podczas przekraczania mostu nr 4, tak że zamiast kontynuować, zajęli pozycje razem z 3. batalionem. Tam, na skraju Carentan, żołnierze zostali poddani silnym kontratakom niemieckiego 6 Pułku Spadochronowego w godzinach porannych i popołudniowych. W szczytowym momencie walk, około 19:00, obserwatorowi artyleryjskiemu Cole'a udało się przełamać zakłócenia radiowe i wezwać ogień całej artylerii Korpusu, który na dobre zakończył nieprzyjacielskie kontrataki.

### Śmierć i Medal Honoru

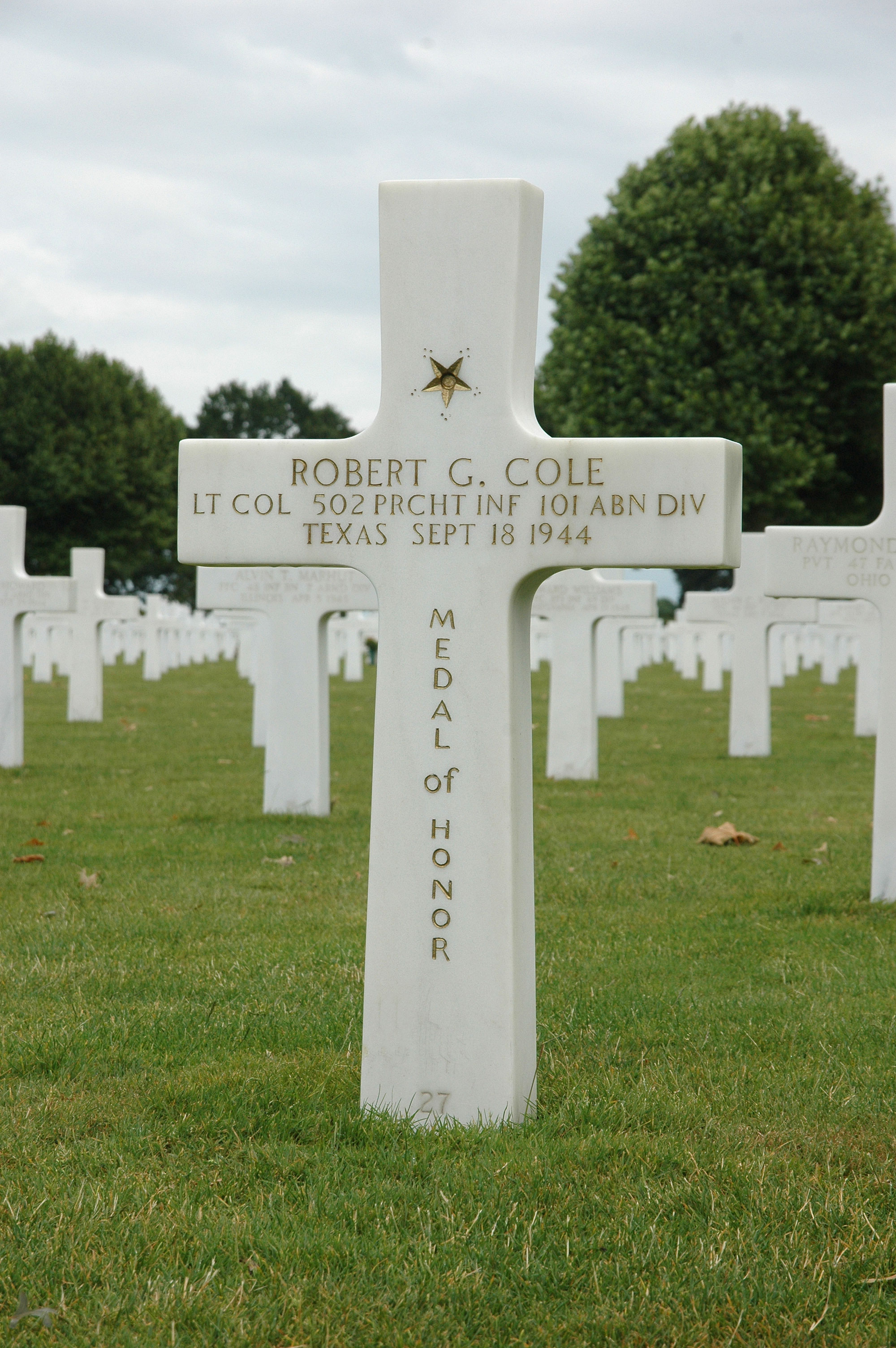
Grób Roberta Cole’a na cmentarzu amerykańskim w Margraten w Holandii

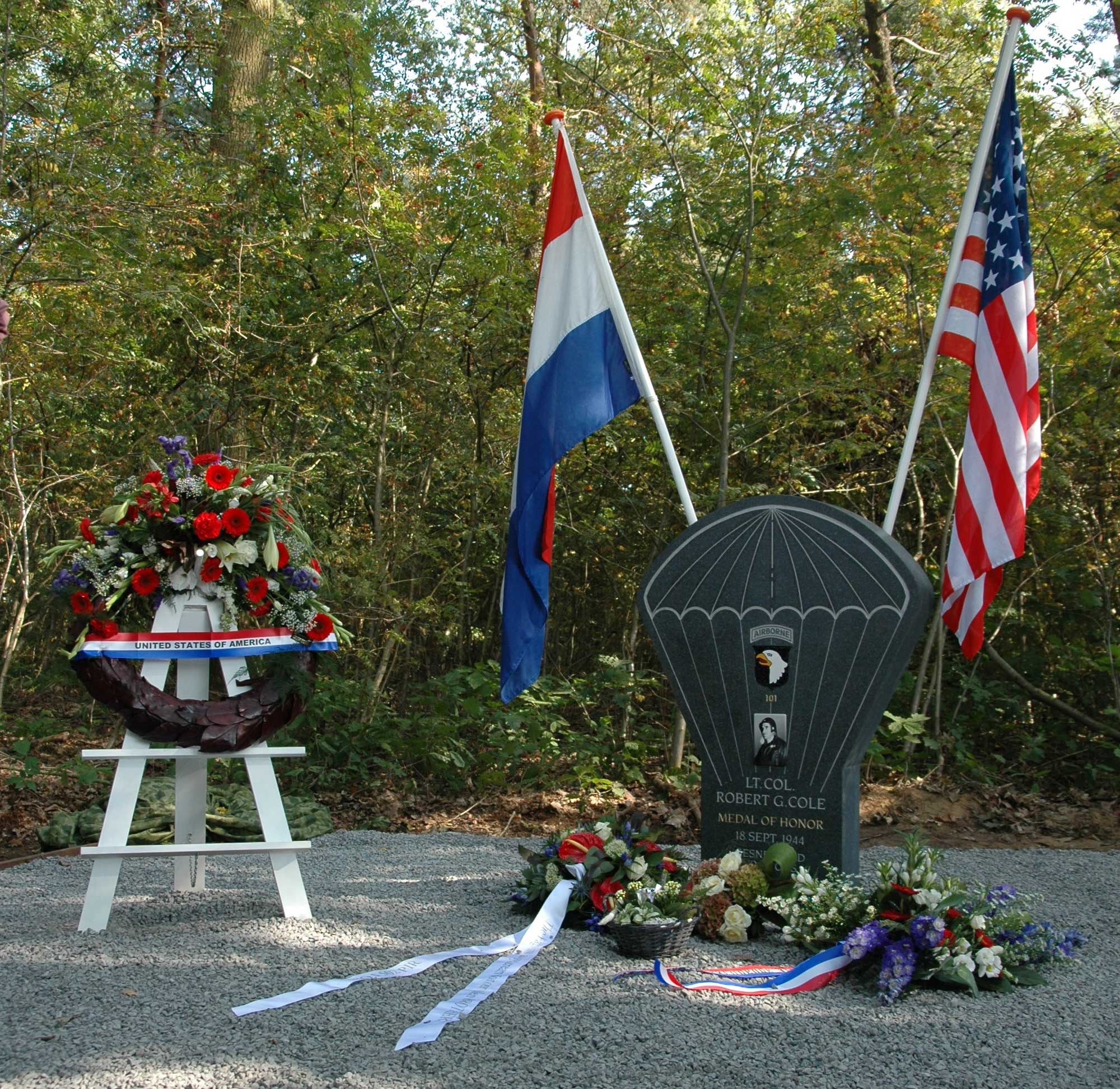
Pomnik Roberta Cole’a w Best w Holandii

Cole’a zgłoszono do odznaczenia Medalem Honoru za swoje czyny w kampanii normandzkiej i miał go otrzymać 14 października, ale nie dożył ceremonii odznaczenia.
18 września 1944 roku, podczas operacji Market Garden, 3. batalionu 502 Pułku napotkał na silną niemiecką pozycję w pobliżu holenderskiego miasta Best. Podpułkownik Cole po wielu nieudanych próbach nawiązał kontakt radiowy z dowództwem 502 Pułku, aby poprosić o wsparcie artyleryjskie. Pilot poprosił go o umieszczenie przed jego stanowiskiem pomarańczowych paneli identyfikacyjnych. Gdy Cole sprawdził ich ułożenie, na chwilę podniósł głowę, osłaniając ręką oczy, żeby zobaczyć nadlatujący samolot. Wtedy niemiecki snajper na farmie oddalonej o ok. 270 m strzelił do Cole’a, zabijając go na miejscu.
30 października Cole został pośmiertnie odznaczony Medalem Honoru za szarżę na bagnety pod Carentan z 11 czerwca. Wdowa po nim i dwuletni syn byli uczestnikami ceremonii, na której matka Cole’a przyjęła jego odznaczenie na placu apelowym w Fort Sam Houston, gdzie Cole bawił się jako dziecko.

Oficjalne uzasadnienie odznaczenia Medalem honoru brzmiało: 

Za waleczność i nieustraszoność, związane z ryzykowaniem własnego życia, wykraczające poza normalne obowiązki, okazane 11 czerwca 1944 roku we Francji. Podpułkownik Cole osobiście dowodził swoim batalionem w forsowaniu ostatnich czterech mostów na drodze do Carentan, kiedy cała jego jednostka została nagle przygwożdżona do ziemi intensywnym i miażdżącym ogniem wroga z karabinów, karabinów maszynowych, moździerzy i artylerii z przygotowanych i silnie ufortyfikowanych pozycji w odległości 140 metrów od wysuniętych elementów. Po tym jak niszczycielski i nieustanny ogień wroga przez ponad godzinę uniemożliwiał jakikolwiek ruch i spowodował liczne straty, podpułkownik Cole obserwując tę niemal beznadziejną sytuację, odważnie wydał rozkaz szturmu na pozycje wroga przy użyciu zatkniętych bagnetów. Całkowicie lekceważąc własne bezpieczeństwo i ignorując ogień wroga, stanął przed swoim batalionem i z wyciągniętym pistoletem krzyknął do swoich ludzi, aby podążali za nim w ataku. Chwyciwszy karabin i bagnet poległego, zaatakował i poprowadził resztki swojego batalionu przez otwarty teren pod nieustannym ostrzałem na pozycję wroga. Jego bohaterskie i waleczne działanie, które zainspirowało jego ludzi, doprowadziło do stałego ustanowienia naszego przyczółka za rzeką Douve. Chłodna nieustraszoność, osobista odwaga i wybitne zdolności przywódcze, którymi wykazał się podpułkownik Cole, świadczą o jego wielkim uznaniu i zasługują na najwyższe pochwały w służbie wojskowej

Podułkownik Robert Cole został pochowany na amerykańskim cmentarzu wojennym w Margraten w Holandii. Jego imieniem została nazwana szkoła w San Antonio.